# Admiral Group
Pour les articles homonymes, voir Admiral.
 (février 2019).

Admiral Group plc (LSE : ADM) est une société britannique d'assurance automobile dont le siège se situe à Cardiff au pays de Galles. Présente à la Bourse de Londres, elle fait partie de l'indice FTSE 100.

## Activités
- Assurance habitation (au Royaume Uni et en France).
- Assurance automobile.
- Exploitation de sites de comparaison des prix : Confused.com au Royaume Uni, Rastreator en Espagne, compare.com aux Etats-Unis.
- Courtage en assurance (marque Gladiator).

## Actionnaires
Liste de principaux actionnaires au 29 octobre 2019.
| Münchener Rückversicherungs-Gesellschaft Aktiengesellschaft | 10,1 % |
| Henry Allan Engelhardt                                      | 9,65 % |
| Admiral Group Employee Benefit Trust                        | 7,26 % |
| Rothschild Bank                                             | 4,41 % |
| Fidelity Management & Research                              | 4,23 % |
| Moondance Foundation                                        | 3,91 % |
| Admiral Group Share Incentive Plan                          | 3,69 % |
| Mackenzie Financial                                         | 2,96 % |
| David Stevens                                               | 2,86 % |
| BlackRock Fund Advisors                                     | 2,04 % |

## Filiales

### Au Royaume-Uni
- Admiral Insurance
- Bell Insurance
- Confused.com
- Diamond Insurance
- Elephant
- Gladiator

### En Europe
- Balumba, Qualitas Auto et Rastreator (Espagne)
- Assicurazioni ConTe (Italie)
- L'olivier Assurance (anciennement L'olivier - Assurance auto) (France)

### Utilisations de données personnelles issues de Facebook?
Selon l'assureur anglais Arron Banks (concurrent de Admiral Group, millionnaire, europhobe et donateur record à des groupes politiques lors de la campagne référendaire ayant abouti le 23 juin 2016 au vote du Brexit), Admiral Group aurait déjà au milieu des années 2010 commencé à travailler avec Facebook pour utiliser ses données dans le secteur de l'assurance. Remarque : cette remarque est faite par Arron Banks dont le parti pro-Brexit Leave.EU a lui-même été poursuivis pour avoir utilisé des données sensibles et personnelles (comme le parti Vote Leave et d'autres), via la plate forme « Ripon » du Groupe SCL Elections, réalisée au Canada par AggregateIQ pour les besoins de Cambridge Analytica, dans le cadre du scandale Scandale Facebook-Cambridge Analytica/Aggregate IQ). 